# Рыбак с сетью
«Рыбак с сетью» (фр. Pêcheur à l'épervier) — картина в стиле раннего импрессионизма с элементами академизма французского художника Жана-Фредерика Базиля, на которой со спины изображён обнажённый мужчина с рыбацкой сетью в руках на берегу реки в летний солнечный день.  Полотно написано в 1868 году и представляет собой живопись маслом на холсте размером 134×83 см. В настоящее время хранится в Фонде Ро для стран третьего мира в Цюрихе.

## История
Почти каждое лето Базиль уезжал на юг Франции в Монпелье, где писал обнажённую натуру на пленэре. Среди местных жителей практиковался нудизм, с которым безуспешно пытались бороться местные власти. Художник давно хотел написать мужской обнажённый портрет за пределами помещения. Он воплотил свой замысел в июле 1868 года. Базиль начал писать картину  на берегу реки Лез под Монпелье и завершил полотно в своей мастерской на улице Кондамин в Париже. 
Картина получила одобрение со стороны друзей и коллег художника. Автор предложил полотно для выставки в Парижском салоне в 1869 году, но картина была отклонена из-за «непристойности и чрезмерной реалистичности», в то время как другая картина Базиля, «Вид на деревню» была допущена жюри к выставке. Несмотря на поддержку Пьера Боннара и Александра Кабанеля, отказ в допуске к выставке этой картины сильно задел Базиля. По признанию автора, жюри со скандалом отвергло несколько полотен молодых художников, среди которых были и картины его друзей. Базиль признавался, что в отношении себя эти авторы столкнулись с откровенной враждебностью. Один из членов жюри назвал молодых художников «бандой дураков» и не скрывал своего предвзятого отношения к их творчеству.
После отказа художник повесил картину у себя в мастерской. Он даже изобразил её на другом своём полотне, картине «Ателье Базиля», которую написал в 1870 году.

## Описание
На переднем плане картины изображён со спины обнажённый мужчина с хорошо развитой мускулатурой. Мужчина стоит на берегу реки в тени деревьев, в яркий солнечный день. В руках он держит сеть, готовясь закинуть её в реку. Тело его напряжено. И напряжение от момента усиливается из-за противопоставления ему молодого человека с субтильным телосложением, который изображён на заднем плане, сидящим на траве. В изображении молодого человека заметна ссылка на античную скульптуру «Мальчика, вытаскивающего занозу». Также в изображении фигур мужчины и молодого человека прослеживается влияние учителя автора — Гюстава Курбе. Обе фигуры написаны «с резкими контурами, изолирующими их от ландшафта, без ярких солнечных лучей на коже». В истории искусства картина Базиля считается одной из самых успешных попыток изображения обнаженного человека в атмосферном свете.

## Провенанс
Со времени создания полотна в 1868 году и до смерти автора, оно находилось в его мастерской на улице Кондамин в Париже. В 1870 году картина поступила в собственность брата художника, Марка Базиля и находилась у него в доме в Монпелье. В 1923 году она перешла по наследству к племяннику художника, Андре Базилю. Затем до 1959 года полотно находилось во владении мадам Рашу-Базиль в Монпелье. В 1959—1961 годах им владел Жан Даврей, который перевёз картину в Париж. 23 июня 1961 года картина была продана и входит в частное собрание Фонда Ро для стран третьего мира в Цюрихе.